# Израильско-никарагуанские отношения
Израильско-никарагуанские отношения — двусторонние дипломатические и иные отношения между Израилем и Никарагуа. 29 марта 2017 года было объявлено об их восстановлении. Ранее они прервались в 2010 году.

## История
В период с 1974 по 1978 годы Израиль продавал оружие режиму Сомосы.
После революции 1979 года отношения между двумя странами заметно ухудшились и были разорваны в 1982 году из-за Первой ливанской войны. С тех пор Израиль пытался восстановить отношения с официальной Манагуа вместо того, чтобы снабжать деньгами и оружием антиправительственных повстанцев. Формально Израиль отрицал связь с повстанцами и предлагал Сандинистскому правительству различные виды помощи для восстановления отношений. Однако, с новым правительством у Израиля были прохладные отношения, так как сандинисты были более близки к ООП: они предложили этой организации открыть посольство в Манагуа в 1981 году и приветствовали Ясира Арафата, который посещал Никарагуа. 6 августа 1982 года под предлогом текущей ливанской войны и осады Бейрута Никарагуа разрывает дипломатические отношения с Израилем. Отношения были восстановлены только 10 лет спустя.
В 2010 году Никарагуа заморозила двусторонние отношения ещё раз. На этот раз, по заявлению президента Даниэля Ортеги, поводом послужил конфликт с судном «Мави Мармара». 29 марта 2017 года никарагуанское правительство объявило о восстановлении дип. отношений с Израилем, несмотря на то, что также поддерживает политику Ирана (а также предоставляет свою территорию для тренировочных лагерей и поддерживает Иран на голосованиях в ООН и других международных организациях).
В 2012 году президент Ортега принимал в своей резиденции своего иранского коллегу Махмуда Ахмадинежада. Во время совместной пресс-конференции Ортега призвал Израиль уничтожить свой ядерный арсенал.
Восстановление дипломатических отношений с Никарагуа является частью особой программы МИД Израиля по восстановлению связей со странами региона. В приоритете такие государства как Куба, Венесуэла и Боливия.
В октябре 2024 года Никарагуа объявила о разрыве отношений с Израилем.